# Ranitomeya imitator
Ranitomeya imitator is een kikker uit de familie pijlgifkikkers (Dendrobatidae). De soort werd voor het eerst wetenschappelijk beschreven door Rainer Schulte in 1986. Oorspronkelijk werd de wetenschappelijke naam Dendrobates imitator gebruikt.
De soort heeft nog geen Nederlandse naam en werd lange tijd tot het geslacht Dendrobates gerekend.

## Uiterlijke kenmerken
De lengte is ongeveer 2 centimeter, waarmee deze soort een wat kleinere pijlgifkikker is. De basiskleur is zwart, met een vrij brede, gele tot oranje nettekening op de rug. Ook op de poten is een nettekening aanwezig, maar deze is veel fijner en witgroen van kleur. Er is wat variatie, zo komen ook exemplaren voor met gele tot oranje lengtestrepen op de rug in plaats van een nettekening. Ook rode tekeningen en meer blauwe kleuren rond de poten komen voor.
De kleuren zijn niet alleen variabel, maar de kikker imiteert bovendien het kleurpatroon van een andere soort. Dit wordt mimicry genoemd, het komt wel vaker voor in de natuur dat een ongevaarlijke soort een gevaarlijke soort imiteert om vijanden af te troeven. Ranitomeya imitator echter is zelf ook giftig, maar het meest opmerkelijke is dat de kikker niet één soort imiteert, maar drie verschillende soorten. In de regio Tarapoto wordt Ranitomeya variabilis geïmiteerd, in de regio Yurimaguas wordt de amazonegifkikker (Ranitomeya ventrimaculata) nagebootst en rond de Huallagavallei lijken de dieren op Ranitomeya fantastica.

## Algemeen
Ranitomeya imitator leeft in noordoostelijk Peru, in de vochtige en warme regenwouden. De kikker wordt tot op anderhalve meter hoogte gevonden, maar vertoeft vooral op de bosbodem tussen bladeren en bromelias. De temperatuur is altijd boven 20 graden Celsius, overdag tot bijna dertig graden, en de luchtvochtigheid zakt niet onder de 80%.

## Voortplanting
De vrouwtjes zetten enkele eitjes af in een kleine waterplas (phytotelma), zoals tussen de bladeren van een bromelia. Als de kikkervisjes uitkomen, kruipen ze op de rug van het mannetje en worden ze zo elk naar een ander poeltje in een blad gebracht. Het mannetje staat op de uitkijk en roept het vrouwtje als de jongen honger hebben. Vervolgens zet het vrouwtje voedseleitjes af bij de larven, onbevruchte eitjes die enkel dienen om de kikkervisjes te voeden. Dit is nodig omdat de kleine poeltjes te weinig eten bevatten. Omdat beide ouders nodig zijn voor het nageslacht, zijn ze in tegenstelling tot de meeste andere kikkers monogaam.
Opmerkelijk is dat ondanks de sterke gelijkenis met andere soorten en een overlappend verspreidingsgebied er nog geen hybriden zijn beschreven.